# Gran Premio motociclistico di San Marino e della Riviera di Rimini 2007
Il Gran Premio motociclistico di San Marino e della Riviera di Rimini 2007 corso il 2 settembre, è stato il tredicesimo Gran Premio della stagione 2007 e ha visto vincere la Ducati di Casey Stoner nella classe MotoGP, Jorge Lorenzo nella classe 250 e Mattia Pasini nella classe 125.

## MotoGP

### Qualifiche
| Pos | Pilota                     | Tempo    |
| --- | -------------------------- | -------- |
| 1.  | Casey Stoner (Ducati)      | 1:33.918 |
| 2.  | Valentino Rossi (Yamaha)   | 1:34.094 |
| 3.  | Nicky Hayden (Honda)       | 1:34.469 |
| 4.  | Randy de Puniet (Kawasaki) | 1:34.506 |
| 5.  | John Hopkins (Suzuki)      | 1:34.536 |
| 6.  | Daniel Pedrosa (Honda)     | 1:34.580 |
| 7.  | Carlos Checa (Honda)       | 1:34.628 |
| 8.  | Chris Vermeulen (Suzuki)   | 1:34.717 |
| 9.  | Colin Edwards (Yamaha)     | 1:34.768 |
| 10. | Anthony West (Kawasaki)    | 1:34.939 |
| 11. | Sylvain Guintoli (Yamaha)  | 1:35.202 |
| 12. | Marco Melandri (Honda)     | 1:35.236 |
| 13. | Loris Capirossi (Ducati)   | 1:35.283 |
| 14. | Shin'ya Nakano (Honda)     | 1:35.389 |
| 15. | Toni Elías (Honda)         | 1:35.632 |
| 16. | Makoto Tamada (Yamaha)     | 1:35.865 |
| 17. | Alex Barros (Ducati)       | 1:35.897 |
| 18. | Kurtis Roberts (KR212V)    | 1:36.605 |
| 19. | Alex Hofmann (Ducati)      | 1:36.659 |

### Gara

#### Arrivati al traguardo
| Pos | Nº | Pilota           | Squadra              | Motocicletta | Giri | Tempo     | Griglia | Punti |
| --- | -- | ---------------- | -------------------- | ------------ | ---- | --------- | ------- | ----- |
| 1   | 27 | Casey Stoner     | Ducati Marlboro      | Ducati       | 28   | 44:34.720 | 1       | 25    |
| 2   | 71 | Chris Vermeulen  | Rizla Suzuki         | Suzuki       | 28   | +4.851    | 8       | 20    |
| 3   | 21 | John Hopkins     | Rizla Suzuki         | Suzuki       | 28   | +16.002   | 5       | 16    |
| 4   | 33 | Marco Melandri   | Honda Gresini        | Honda        | 28   | +22.737   | 12      | 13    |
| 5   | 65 | Loris Capirossi  | Ducati Marlboro      | Ducati       | 28   | +24.787   | 13      | 11    |
| 6   | 7  | Carlos Checa     | Honda LCR            | Honda        | 28   | +34.986   | 7       | 10    |
| 7   | 24 | Toni Elías       | Honda Gresini        | Honda        | 28   | +40.896   | 15      | 9     |
| 8   | 13 | Anthony West     | Kawasaki Racing      | Kawasaki     | 28   | +41.774   | 10      | 8     |
| 9   | 5  | Colin Edwards    | Fiat Yamaha          | Yamaha       | 28   | +47.146   | 9       | 7     |
| 10  | 56 | Shin'ya Nakano   | Konica Minolta Honda | Honda        | 28   | +48.808   | 14      | 6     |
| 11  | 66 | Alex Hofmann     | Pramac d'Antin       | Ducati       | 28   | +49.299   | 19      | 5     |
| 12  | 50 | Sylvain Guintoli | Dunlop Yamaha Tech 3 | Yamaha       | 28   | +1:09.176 | 11      | 4     |
| 13  | 1  | Nicky Hayden     | Repsol Honda         | Honda        | 28   | +1:20.424 | 3       | 3     |
| 14  | 6  | Makoto Tamada    | Dunlop Yamaha Tech 3 | Yamaha       | 28   | +1:34.223 | 16      | 2     |
| 15  | 80 | Kurtis Roberts   | Team Roberts         | KR212V       | 27   | +1 giro   | 18      | 1     |

#### Ritirati
| Nº | Pilota          | Squadra         | Motocicletta | Giri | Griglia |
| -- | --------------- | --------------- | ------------ | ---- | ------- |
| 4  | Alex Barros     | Pramac d'Antin  | Ducati       | 15   | 17      |
| 46 | Valentino Rossi | Fiat Yamaha     | Yamaha       | 5    | 2       |
| 14 | Randy de Puniet | Kawasaki Racing | Kawasaki     | 0    | 4       |
| 26 | Daniel Pedrosa  | Repsol Honda    | Honda        | 0    | 6       |

### Classifiche

#### Classifica Piloti
| Pos. | Pilota           | Punti |
| ---- | ---------------- | ----- |
| 1.   | Casey Stoner     | 271   |
| 2.   | Valentino Rossi  | 186   |
| 3.   | Daniel Pedrosa   | 168   |
| 4.   | Chris Vermeulen  | 142   |
| 5.   | John Hopkins     | 138   |
| 6.   | Marco Melandri   | 126   |
| 7.   | Colin Edwards    | 100   |
| 8.   | Loris Capirossi  | 98    |
| 9.   | Nicky Hayden     | 92    |
| 10.  | Alex Barros      | 83    |
| 11.  | Alex Hofmann     | 65    |
| 12.  | Toni Elías       | 63    |
| 13.  | Randy de Puniet  | 60    |
| 14.  | Carlos Checa     | 45    |
| 15.  | Anthony West     | 41    |
| 16.  | Shin'ya Nakano   | 37    |
| 17.  | Makoto Tamada    | 33    |
| 18.  | Sylvain Guintoli | 28    |
| 19.  | Kurtis Roberts   | 10    |
| 20.  | Roger Lee Hayden | 6     |
| 21.  | Michel Fabrizio  | 6     |
| 22.  | Fonsi Nieto      | 5     |
| 23.  | Olivier Jacque   | 4     |
| 24.  | Kenny Roberts Jr | 4     |

#### Classifica Costruttori
| Pos. | Costruttore | Punti |
| ---- | ----------- | ----- |
| 1.   | Ducati      | 283   |
| 2.   | Honda       | 219   |
| 3.   | Yamaha      | 213   |
| 4.   | Suzuki      | 191   |
| 5.   | Kawasaki    | 90    |
| 6.   | KR212V      | 14    |

#### Classifica Squadre
| Pos. | Squadra              | Punti |
| ---- | -------------------- | ----- |
| 1.   | Ducati Marlboro      | 369   |
| 2.   | Fiat Yamaha          | 286   |
| 3.   | Rizla Suzuki         | 284   |
| 4.   | Repsol Honda         | 260   |
| 5.   | Honda Gresini        | 195   |
| 6.   | Pramac d'Antin       | 148   |
| 7.   | Kawasaki Racing      | 108   |
| 8.   | Dunlop Yamaha Tech 3 | 61    |
| 9.   | Honda LCR            | 45    |
| 10.  | Konica Minolta Honda | 37    |
| 11.  | Team Roberts         | 14    |

## Classe 250

### Arrivati al traguardo
| Pos | Nº | Pilota              | Squadra                    | Motocicletta | Giri | Tempo     | Griglia | Punti |
| --- | -- | ------------------- | -------------------------- | ------------ | ---- | --------- | ------- | ----- |
| 1   | 1  | Jorge Lorenzo       | Fortuna Aprilia            | Aprilia      | 26   | 42:54.427 | 1       | 25    |
| 2   | 4  | Hiroshi Aoyama      | Red Bull KTM               | KTM          | 26   | +3.578    | 4       | 20    |
| 3   | 80 | Héctor Barberá      | Toth Aprilia               | Aprilia      | 26   | +7.041    | 3       | 16    |
| 4   | 12 | Thomas Lüthi        | Emmi - Caffe Latte Aprilia | Aprilia      | 26   | +7.213    | 7       | 13    |
| 5   | 3  | Alex De Angelis     | Master - Mapfre Aspar      | Aprilia      | 26   | +7.664    | 10      | 11    |
| 6   | 73 | Shūhei Aoyama       | Repsol Honda               | Honda        | 26   | +36.234   | 11      | 10    |
| 7   | 15 | Roberto Locatelli   | Metis Gilera               | Gilera       | 26   | +36.918   | 14      | 9     |
| 8   | 19 | Álvaro Bautista     | Master - Mapfre Aspar      | Aprilia      | 26   | +36.936   | 6       | 8     |
| 9   | 55 | Yūki Takahashi      | Kopron Team Scot           | Honda        | 26   | +37.142   | 12      | 7     |
| 10  | 60 | Julián Simón        | Repsol Honda               | Honda        | 26   | +40.293   | 8       | 6     |
| 11  | 16 | Jules Cluzel        | Angaia Racing              | Aprilia      | 26   | +51.720   | 17      | 5     |
| 12  | 41 | Aleix Espargaró     | Blusens Aprilia Germany    | Aprilia      | 26   | +56.620   | 13      | 4     |
| 13  | 8  | Ratthapark Wilairot | Thai Honda PTT-SAG         | Honda        | 26   | +1:00.060 | 16      | 3     |
| 14  | 17 | Karel Abraham       | Cardion AB Motoracing      | Aprilia      | 26   | +1:01.500 | 20      | 2     |
| 15  | 50 | Eugene Laverty      | Honda LCR                  | Honda        | 26   | +1:09.950 | 18      | 1     |
| 16  | 7  | Efrén Vázquez       | Blusens Aprilia            | Aprilia      | 26   | +1:10.059 | 21      |       |
| 17  | 10 | Imre Tóth           | Toth Aprilia               | Aprilia      | 25   | +1 giro   | 24      |       |
| 18  | 64 | Omar Menghi         | VET Racing                 | Aprilia      | 25   | +1 giro   | 25      |       |

### Ritirati
| Nº | Pilota           | Squadra                     | Motocicletta | Giri | Griglia |
| -- | ---------------- | --------------------------- | ------------ | ---- | ------- |
| 36 | Mika Kallio      | Red Bull KTM                | KTM          | 23   | 5       |
| 34 | Andrea Dovizioso | Kopron Team Scot            | Honda        | 19   | 2       |
| 25 | Alex Baldolini   | Kiefer - Bos - Sotin Racing | Aprilia      | 19   | 22      |
| 45 | Dan Linfoot      | Team Sicilia                | Aprilia      | 17   | 23      |
| 28 | Dirk Heidolf     | Kiefer - Bos - Sotin Racing | Aprilia      | 13   | 19      |
| 32 | Fabrizio Lai     | Campetella Racing           | Aprilia      | 4    | 15      |
| 58 | Marco Simoncelli | Metis Gilera                | Gilera       | 3    | 9       |

## Classe 125

### Arrivati al traguardo
| Pos | Nº | Pilota                | Squadra                    | Motocicletta | Giri | Tempo     | Griglia | Punti |
| --- | -- | --------------------- | -------------------------- | ------------ | ---- | --------- | ------- | ----- |
| 1   | 75 | Mattia Pasini         | Polaris World              | Aprilia      | 23   | 39:47.944 | 3       | 25    |
| 2   | 14 | Gábor Talmácsi        | Bancaja Aspar              | Aprilia      | 23   | +4.774    | 4       | 20    |
| 3   | 71 | Tomoyoshi Koyama      | Red Bull KTM               | KTM          | 23   | +8.576    | 6       | 16    |
| 4   | 33 | Sergio Gadea          | Bancaja Aspar              | Aprilia      | 23   | +15.819   | 10      | 13    |
| 5   | 44 | Pol Espargaró         | Belson Campetella Aprilia  | Aprilia      | 23   | +23.972   | 14      | 11    |
| 6   | 34 | Randy Krummenacher    | Red Bull KTM               | KTM          | 23   | +25.159   | 16      | 10    |
| 7   | 17 | Stefan Bradl          | Blusens Aprilia            | Aprilia      | 23   | +25.391   | 17      | 9     |
| 8   | 38 | Bradley Smith         | Repsol Honda               | Honda        | 23   | +25.513   | 9       | 8     |
| 9   | 35 | Raffaele De Rosa      | Multimedia Racing          | Aprilia      | 23   | +25.994   | 13      | 7     |
| 10  | 60 | Michael Ranseder      | Ajo Motorsport             | Derbi        | 23   | +26.239   | 12      | 6     |
| 11  | 12 | Esteve Rabat          | Repsol Honda               | Honda        | 23   | +26.693   | 7       | 5     |
| 12  | 6  | Joan Olivé            | Polaris World              | Aprilia      | 23   | +26.972   | 15      | 4     |
| 13  | 63 | Mike Di Meglio        | Kopron Team Scot           | Honda        | 23   | +27.493   | 11      | 3     |
| 14  | 29 | Andrea Iannone        | WTR No Alcol               | Aprilia      | 23   | +32.894   | 22      | 2     |
| 15  | 11 | Sandro Cortese        | Emmi - Caffe Latte Aprilia | Aprilia      | 23   | +39.305   | 8       | 1     |
| 16  | 8  | Lorenzo Zanetti       | Team Sicilia               | Aprilia      | 23   | +40.035   | 20      |       |
| 17  | 55 | Héctor Faubel         | Bancaja Aspar              | Aprilia      | 23   | +40.125   | 2       |       |
| 18  | 18 | Nicolás Terol         | Valsir Seedorf Derbi       | Derbi        | 23   | +40.157   | 18      |       |
| 19  | 20 | Roberto Tamburini     | Team Sicilia               | Aprilia      | 23   | +48.291   | 21      |       |
| 20  | 52 | Lukáš Pešek           | Valsir Seedorf Derbi       | Derbi        | 23   | +49.621   | 1       |       |
| 21  | 7  | Alexis Masbou         | FFM Honda GP 125           | Honda        | 23   | +50.496   | 27      |       |
| 22  | 42 | Simone Sancioni       | RCGM                       | Aprilia      | 23   | +57.519   | 23      |       |
| 23  | 77 | Dominique Aegerter    | Multimedia Racing          | Aprilia      | 23   | +57.666   | 25      |       |
| 24  | 79 | Ferruccio Lamborghini | Junior GP Racing           | Aprilia      | 23   | +59.680   | 37      |       |
| 25  | 87 | Roberto Lacalendola   | Ellegi Racing              | Aprilia      | 23   | +1:05.109 | 30      |       |
| 26  | 51 | Stevie Bonsey         | Red Bull KTM               | KTM          | 23   | +1:05.276 | 29      |       |
| 27  | 37 | Joey Litjens          | De Graaf Grand Prix        | Honda        | 23   | +1:08.757 | 31      |       |
| 28  | 53 | Simone Grotzkyj       | Multimedia Racing          | Aprilia      | 23   | +1:10.395 | 24      |       |
| 29  | 95 | Robert Mureșan        | Ajo Motorsport             | Derbi        | 23   | +1:18.572 | 36      |       |
| 30  | 99 | Daniel Webb           | De Graaf Grand Prix        | Honda        | 23   | +1:20.963 | 33      |       |
| 31  | 56 | Hugo van den Berg     | Blusens Aprilia            | Aprilia      | 23   | +1:21.676 | 35      |       |
| 32  | 80 | Federico Biaggi       | Friba                      | Friba        | 23   | +1:54.228 | 32      |       |

### Ritirati
| Nº | Pilota         | Squadra          | Motocicletta | Giri | Griglia |
| -- | -------------- | ---------------- | ------------ | ---- | ------- |
| 24 | Simone Corsi   | Skilled Racing   | Aprilia      | 21   | 5       |
| 27 | Stefano Bianco | WTR No Alcol     | Aprilia      | 16   | 19      |
| 13 | Dino Lombardi  | Kopron Team Scot | Honda        | 11   | 34      |
| 22 | Pablo Nieto    | Blusens Aprilia  | Aprilia      | 9    | 28      |
| 15 | Federico Sandi | Skilled Racing   | Aprilia      | 0    | 26      |